# Пона
По̀на (на италиански и на ломбардски: Ponna) е община в Северна Италия, провинция Комо, регион Ломбардия. Административен център на общината е село Пона Супериоре (Ponna Superiore), което е разположено на 870 m надморска височина. Населението на общината е 239 души (към 2017 г.).